# Andinomyia cruciata
Andinomyia cruciata är en tvåvingeart som beskrevs av Townsend 1912. Andinomyia cruciata ingår i släktet Andinomyia och familjen parasitflugor.
Artens utbredningsområde är Peru. Inga underarter finns listade i Catalogue of Life.